# Заполье (Белыничский район)
Заполье (бел. Заполле) — деревня в составе Запольского сельсовета Белыничского района Могилёвской области. Административный центр Запольского сельсовета Белыничского района.
Через деревню протекает река Малыш, приток реки Друть.

## Образование и культура
В Заполье работали Запольский сельский клуб, Запольская сельская библиотека, филиал Централизованной детской школы искусств им. В. К. Бялыницкого-Бирули д. Заполье, «Бутербродная», музей боевой и трудовой славы (100 экспонатов).
Из учреждений образование в деревне были Запольская средняя школа, Ясли-сад № 7.Закрыты в 2024 году 